# Земунски гласник
Земунски гласник је локални лист који је излазио у Земуну периоду од 1867. до 1869. године. Власник, издавач и уредник био је Игњат К. Сопрон, штампар и публициста немачког порекла.

## Историјат
Игњат Сопрон је у Земуну покренуо своју штампарију 1851. године и у њој штампао публикације различитог карактера (часописе, књиге, алманахе,...) на више језика (српски, немачки, бугарски и грчки). У његовој штампарији, осим Земунског гласника штампани су и Србско-народни вјесник (1852–53. година), Подунавка (1856–58. година) и Граничар (1874–76. година). Земунски гласник је излазио у периоду од 1867. до 1869. године у Земуну. Да би био оправдан податак да је у питању локални лист, у њему се највише пажње посвећивало вестима локалног карактера, али и прилозима из књижевности, како домаће тако и стране која је превођена.  У листу се може наћи велики број огласа и реклама. Овај лист излазио је од 16. новембра 1867. године до 26. октобра 1869. године.

## Периодичност излажења
Часопис је излазио сваке недеље ујутро.

## Сарадници
Један од од сарадника био је и Сима Поповић.

## Галерија
- Курс на бечкој берзи и Пловни ред пароброда, број 1 (1867)
- Стање воде Саве, број 28 (1868)
- Општа рубрика, број 52 (1869)